# 埃蒙德维尔
埃蒙德维尔（法語：Émondeville，法語發音：[emɔ̃dvil]）是法国芒什省的一个市镇，属于瑟堡区。

## 地理
埃蒙德维尔（49°27'32"N, 1°20'34"W）面积5.33 平方千米，位于法国诺曼底大区芒什省，该省份为法国西北部沿海省份，西、北、东北三面环大西洋，东起顺时针与卡爾瓦多斯省、奧恩省、马耶讷省和伊勒-维莱讷省接壤。
与埃蒙德维尔接壤的市镇（或旧市镇、城区）包括：若冈维尔、阿泽维尔、埃科斯维尔、弗雷维尔、圣弗洛克塞勒、圣马尔库夫。

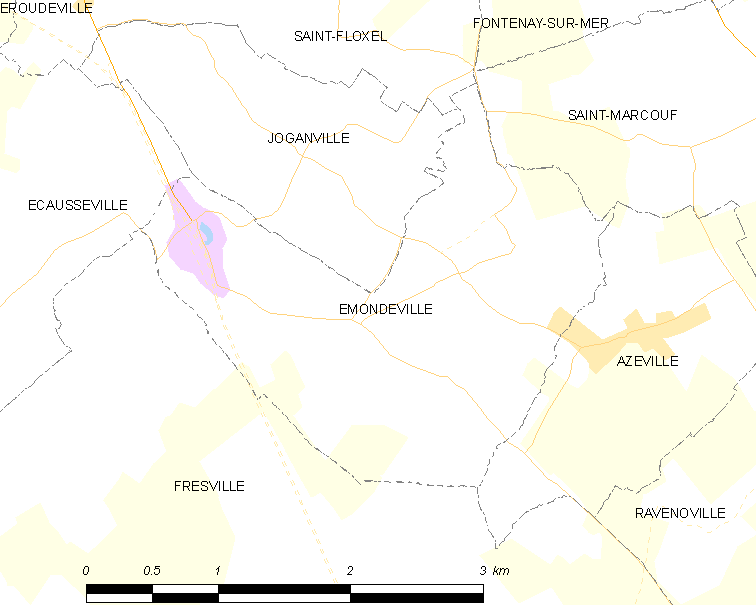
埃蒙德维尔的OSM定位图

埃蒙德维尔的时区为UTC+01:00、UTC+02:00（夏令时）。

## 行政
埃蒙德维尔的邮政编码为50310，INSEE市镇编码为50172。

## 政治
埃蒙德维尔所属的省级选区为瓦洛涅县。

## 人口

1962-2008年间埃蒙德维尔人口变化图示

埃蒙德维尔于2022年1月1日时的人口数量为342人。